# Station Worcester Park
Worcester Park is een spoorwegstation van National Rail in Kingston upon Thames in Engeland. Het station is eigendom van Network Rail en wordt beheerd door South Western Railway. 

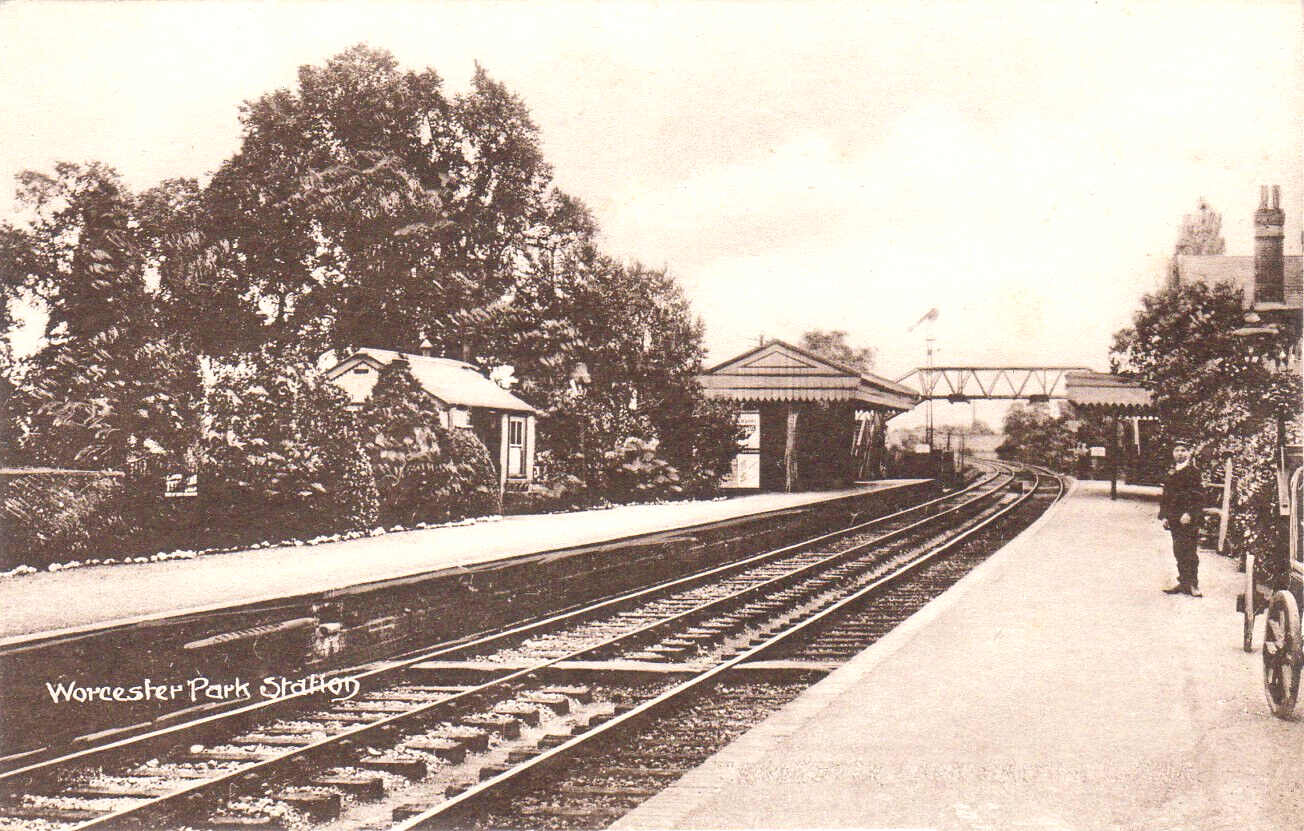
Station, circa 1905